# Birkdale
Birkdale är en stadsdel i Southport, i distriktet Sefton, i grevskapet Merseyside, i England. Ward hade 12 689 invånare år 2021. Birkdale var en civil parish från 1866 till 1912 då den blev en del av Southport. Civil parish hade 15 900 invånare år 1911. Birkdale var ett distrikt från 1894 till 1912 då den blev en del av Southport.